# RDD-604
Die RDD-604 war eine 1939 entwickelte sowjetische experimentelle Ballistische Rakete.

## Allgemein
Entwickelt wurde sie am Wissenschaftliches Forschungsinstitut für Raketen (RNII) unter der Leitung von L.S. Duschkin.
Als Antrieb fungierte das Kombinationstriebwerk KRD-600, das aus zwei Stufen bestand. Die erste Stufe war ein Feststoffantrieb mit 15 kg Pyroxilinpulver, welcher eine Sekunde brannte. Die zweite Stufe war ein Flüssigkeitsraketentriebwerk mit 8 kg Kerosin und 36 kg Salpetersäure, welches 10 Sekunden brannte. Der Start erfolgte aus einem 55° geneigten 8 Meter langem Gestell. 1940 wurde die modifizierte Version RAS-521 für den Einsatz von Flugzeugen aus getestet. Es wurden insgesamt 38 Exemplare gebaut.
Wie bei vielen weiteren Projekten unterbrach der deutsche Angriff auf die Sowjetunion die weitere Entwicklung.